# Giganci Na Żywo 2010: Johannesburg
Giganci Na Żywo 2010: Johannesburg – indywidualne, pierwsze w 2010 zawody siłaczy z cyklu Giganci Na Żywo.
Data: 10 kwietnia 2010

Miejsce: Johannesburg  Południowa Afryka
WYNIKI ZAWODÓW:
| Miejsce | Zawodnik               | Kraj              | Punkty |
| ------- | ---------------------- | ----------------- | ------ |
| 1.      | Brian Shaw             | Stany Zjednoczone | 63,5   |
| 2.      | Michaił Koklajew       | Rosja             | 57     |
| 3.      | Terry Hollands         | Anglia            | 54,5   |
| 4.      | Stefán Sölvi Pétursson | Islandia          | 49,5   |
| 5.      | Mark Felix             | Anglia            | 48,5   |
| 6.      | Ettiene Smit           | Południowa Afryka | 40,5   |
| 7.      | Franki Sheun           | Południowa Afryka | 38,5   |
| 8.      | Kostiantyn Iljin       | Ukraina           | 36,5   |
| 9.      | Richard Skog           | Norwegia          | 30     |
| 10.     | Gerrit Van Staden      | Południowa Afryka | 29     |
| 11.     | Andre Sweeney          | Południowa Afryka | 11,5   |
| 12.     | Vuyani Mseswa          | Południowa Afryka | 9      |

Trzech najlepszych zawodników zakwalifikowało się do Mistrzostw Świata Strongman 2010.